# Shaking Godspeed
Shaking Godspeed is een Nederlandse blues- en rockband, bestaande uit zanger/gitarist Wout Kemkens, bassist/toetsenist/zanger Paul Diersen en drummer Maarten Rischen.
De band werd in 2009 opgericht door Kemkens nadat zijn vorige band, The Bloody Honkies, besloot te stoppen. In datzelfde jaar bracht Shaking Godspeed haar eerste zelfgetitelde LP uit op het vinyllabel Quadrofoon Records en speelde de band op het festival Noorderslag. In de loop van 2010 speelde de band onder meer op Paaspop, Incubate festival en de Zwarte Cross en werd een boekingscontract getekend met SOZ Concerts. Ook werkte de band aan haar eerste volledige plaat Awe.
Deze plaat werd uitgebracht in november 2010 als cd en lp. Op MusicFromNL werd de plaat uitgeroepen tot "Beste plaat van 2010". Begin 2011 won Shaking Godspeed een optreden op het Sziget-festival dankzij een optreden tijdens de Nederpopshow, waarbij de jury van 3VOOR12 de band verkoos boven zes andere kandidaten.
Na verschillende tours door Nederland, Spanje en Frankrijk en shows met onder meer Deep Purple en Wolfmother bracht de band in februari 2012 hun tweede album Hoera uit. Deze behaalde #38 in de Album Top 100, de zevende plaats in de Alternative Charts en stond bovenaan de Album Top 5 op de website nu.nl. Ter promotie speelde Shaking Godspeed voor de tweede keer in het tv-programma De Wereld Draait Door en deed de band een clubtour door de Nederlandse kernpodia, samen met Bombay Show Pig. Vanaf medio 2012 zal de band zich meer op Europese optredens richten, met de focus op Duitsland.

## Discografie

### Albums
| Album met eventuele hitnotering(en) in de Nederlandse Album Top 100 | Datum van verschijnen | Datum van binnenkomst | Hoogste positie | Aantal weken | Opmerkingen |
| ------------------------------------------------------------------- | --------------------- | --------------------- | --------------- | ------------ | ----------- |
| Shaking Godspeed                                                    | 21-01-2010            | -                     |                 |              | ep          |
| Awe                                                                 | 28-10-2010            | -                     |                 |              |             |
| Hoera                                                               | 23-02-2012            | 28-04-2012            | 38              | 1            |             |
| Welcome Back Wolf                                                   | 27-09-2014            | -                     |                 |              |             |